# EP 6
EP 6 è il sesto EP della cantante statunitense Qveen Herby, pubblicato l'8 febbraio 2019 dalla Checkbook. Dall'album è stato estratto un singolo: Mozart.

## Tracce
1. New B***h – 3:17
2. Mint – 2:58
3. Mozart (feat. Blimes, Gifted Gab) – 3:12
4. Trophy Girl – 2:47
5. Fwm – 3:13